# Mikael Hedlund
Mikael Hedlund, född 24 februari 1999 i Åmål, Västra Götalands län, är en svensk professionell ishockeyspelare som spelar för Wings HC Arlanda i Hockeyettan. Hans moderklubb är Åmåls SK.
Hedlund vann TV-pucken med Värmland 2015.